# Arlene Schnitzer Concert Hall

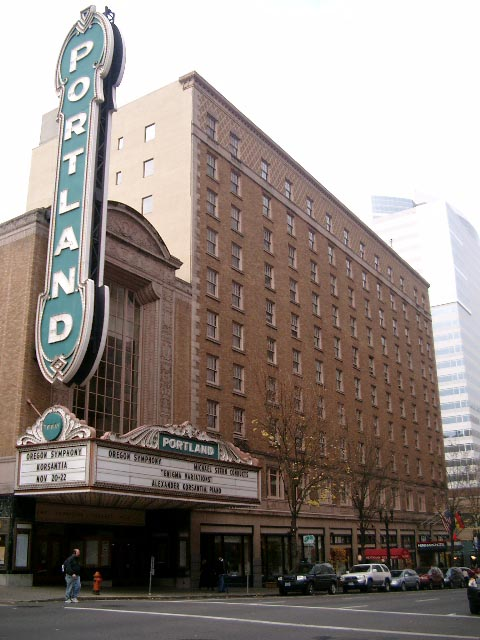
Arlene Schnitzer Concert Hall a Heathman Hotel

Arlene Schnitzer Concert Hall je koncertní sál v Portlandu v Oregonu. Divadlo bylo postaveno v roce 1928 za 500 000 dolarů. Původně byl sál určen převážně pro film, od roku 1972 se zde pořádají koncerty.